# سيمون دايسون
سيمون جون دايسون (من مواليد 21 ديسمبر 1977) هو لاعب غولف محترف إنجليزي. لعب في الجولة الأوروبية من عام 2001 إلى عام 2017، بعد أن لعب في الجولة الآسيوية عام 2000 وحصل على وسام الاستحقاق. حقق ستة انتصارات في الجولة الأوروبية، بما في ذلك بطولة كيه إل إم المفتوحة ثلاث مرات.
بعد معاناته من إصابة في رسغه، اعتزل ممارسة الجولف في أوائل عام 2019.

## روابط خارجية
- Simon Dyson at the European Tour official site
- Simon Dyson at the Asian Tour official site
- Simon Dyson at the Official World Golf Ranking official site